# Balances fiscals de les comunitats autònomes amb el sector públic estatal
El document Balances fiscals de les comunitats autònomes amb el sector públic estatal fou publicat pel Govern espanyol el 15 de juliol de 2008. Es tracta d'un document que fa un càlcul de la balança fiscal entre l'estat i les comunitats autònomes de l'Estat Espanyol. Les dades utilitzades són del 2005.
El document fou publicat arran de les sol·licituds reiterades des de les comunitats autònomes per tal d'avaluar l'estat de les seves economies.

## Les dades
Les dades es presentaren en sis gràfics diferents, quatre gràfiques de les balances amb el mètode Càrrega-Benefici i dues més amb el mètode Flux Monetari:

## Reaccions
Els números foren molt criticats des de les comunitats autònomes amb més dèficit: Catalunya, Illes Balears i País Valencià.
Des de Catalunya, aquestes dades es varen poder contrastar amb les que publicà uns dies abans la Generalitat de Catalunya, Resultats de la balança fiscal de Catalunya amb l'administració central 2002-05 i amb les que publicà uns mesos abans la Fundació Josep Irla, el document Estimació de les balances fiscals de les comunitats autònomes respecte de l'Estat Espanyol 1995-2005. Per al 2005, mentre que la Generalitat xifrava el dèficit fiscal en el 9,8% del PIB i la Fundació Josep Irla en el 10,2%, el Govern Espanyol el situava entre el 6,38% i el 8,69% (depenent del mètode escollit).
Des de diverses posicions polítiques i acadèmiques es qüestionà la validesa tècnica del document.